# Randy Napoleon
Randy Napoleon (Brooklyn, 30 maggio 1978) è un chitarrista, compositore e arrangiatore statunitense di musica jazz.
Membro del quartetto di Freddy Cole, è leader di un complesso da lui stesso formato, il Randy Napoleon Trio. Ha fatto tournée con Benny Green, con l'orchestra di jazz Clayton-Hamilton (CHJO), (avente come leader John Clayton, Jeff Clayton e Jeff Hamilton), Rene Marie, e con Michael Bublé. È docente di storia del jazz presso la Michigan State University, suo ateneo di formazione.

## Biografia

### Origini
Napoleon è nato a Brooklyn, New York, ma la sua famiglia si è trasferita ad Ann Arbor, Michigan, quando era ragazzo. Fra le sue prime, formative esperienze la partecipazione come strumentista nella Big Band della "Ann Arbor Pioneer High School", condotta dal trombettista Louis Smith. Ha suonato Inoltre nei jazz club di Ann Arbor, nei quali ha maturato nuove esperienze partecipando a sessioni, soprattutto al "Bird Of Paradise Club", in cui ha avuto anche modo di ascoltare grandi maestri del jazz. In questi suoi inizi ha suonato anche al "Del Rio", un pub, e ad eventi sponsorizzati da Wemu, una radio locale di jazz, che hanno contribuito al lancio della sua carriera. Napoleon ha continuato a studiare alla University of Michigan School of Music e nel 1999, ottenuta la laurea, si è trasferito a New York City.

### Carriera
La carriera di Napoleon si sviluppa su diversi fronti: session man e leader, arrangiatore e produttore di suoi progetti discografici e per altri artisti. Ha formato e condotto un trio con Jared Gold all'organo Hammond B3 e Quincy Davis alla batteria, con i quali si è esibito in tour negli Stati Uniti e in UK tenendo un concerto per la BBC - storica radio del Regno Unito ed esibendosi in numerosi club. È stato anche leader di un sestetto con Gold, Davis, Josh Brown al trombone, Frank Basile al sax baritono e Justin Walter alla tromba.
Ha effettuato tournée in vari paesi con il cantante/pianista Freddy Cole (fratello di Nat King Cole). Nel 2009 ha partecipato come chitarrista alla registrazione dell'album di Cole The Dreamer in Me e per lo stesso Cole nel 2010 ha suonato in Freddy Cole Sings for Mr. B., disco che lo vede anche in veste di arrangiatore.
Il "Randy Napoleon Trio" appare in due album, Enjoy The Moment e Randy Napoleon: Between Friends. In entrambi sono presenti l'organista Jared Gold e il batterista Quincy Davis. Il risultato è lusinghiero e può essere considerato una riproposizione in chiave moderna del celebre "Wes Montgomery Trio".. In Between Friends, una produzione del 2006 realizzata per Azica Records, il trio è presente in metà delle tracce, mentre un quartetto con Davis, il bassista David Wong e Benny Green al piano occupa l'altra metà.
Altri tour effettuati da Napoleon sono stati quelli con il pianista Benny Green (2000-2001), con la Clayton-Hamilton Jazz Orchestra, CHJO (2003-2004) e con Michael Bublé (2004-2007). Numerose le apparizione in televisione in Giappone con la CHJO e in Europa e Stati Uniti con Bublé.

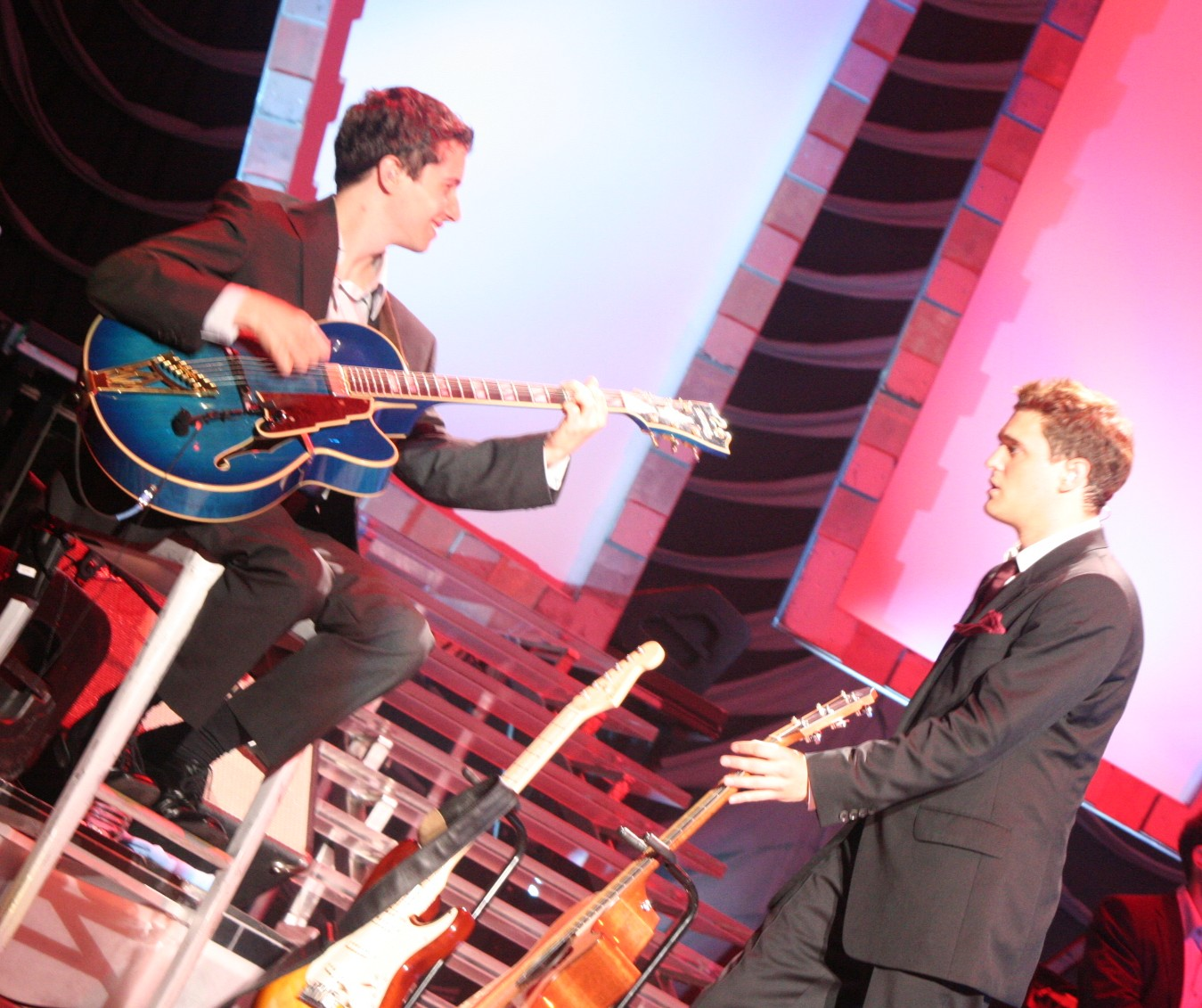
Randy Napoleon con Michael Bublé

Le sue apparizioni televisive negli Stati Uniti con Bublé includono: "David Letterman", "Jay Leno", "The View (U.S. TV series)", "The Today Show", "The Ellen DeGeneres Show", "Regis and Kelly", "Dancing with the Stars", "Radio Music Awards", "Entertainment Tonight", e uno special PBS, "Caught in the Act", pubblicato in DVD e CD dalla Reprise Records.
Napoleon ha lavorato anche con jazzisti come Bill Charlap e Rodney Whitaker, con artisti di cabaret come Eric Comstock e Barbara Fasano, e con musicisti della sua generazione, come Josh Brown (trombone), Gerald Clayton (piano), Justin Ray (tromba), Julius Tolentino (sassofono) e cantanti come Melissa Morgan e Sachal Vasandani.
Napoleon ha suonato in sedi prestigiose negli Stati Uniti, tra cui Lincoln Center, The Hollywood Bowl, The Kennedy Center, Radio City Music Hall e attraverso il mondo, alla Royal Albert Hall a Londra e la Sydney Opera House in Australia.
L'11 e 12 ottobre 2011 si è esibito al Blue Note di Milano con il "Freddy Cole Quartett".
Ha dichiarato nelle interviste che gradisce suonare negli spazi intimi e che ritorna regolarmente alla Sala da concerto di Kerrytown, a Ann Arbor.

## Discografia

### Solista
- Rust Belt Roots: Randy Napoleon Plays Wes Montgomery, Grant Green & Kenny Burrell (OA2 Records, 2021)
- Puppets: The Music of Gregg Hill (OA2 Records, 2022)

- Randy Napoleon: Common Tones
- Randy Napoleon: Soon
- Randy Napoleon: Between Friends
- Randy Napoleon and Jared Gold: Enjoy the Moment
- Eric Comstock and Randy Napoleon: Bitter/Sweet
- Randy Napoleon: The Jukebox Crowd

### Con formazioni jazz
- Freddy Cole: My Mood is You
- Freddy Cole: He was the King
- Freddy Cole: Singing the Blues
- Freddy Cole: Talk to Me
- Freddy Cole: This and That
- Freddy Cole: The Dreamer in Me (Live at Dizzy's)
- Freddy Cole Sings Mr. B
- Melissa Morgan: Until I Met You
- The Clayton-Hamilton Jazz Orchestra: Live at MCG
- Michael Bublé: Caught in The Act
- Michael Bublé: With Love
- Michael Bublé: Let It Snow!
- Michael Bublé: A Taste of Bublé
- Jared Gold: Solids & Stripes
- The Josh Brown Quartet: The Feeling of Jazz
- Josh Brown: Songbook Trio
- Hilary Gardner: The Great City
- Justin Ray
- Paul Keller/Steve Richko: Swingin' the Praise
- Michael Dease: All These Hands
- Michael Dease: Give it All You Got